# Хергенрот
Хергенрот (њем. Hergenroth) општина је у њемачкој савезној држави Рајна-Палатинат. Једно је од 192 општинска средишта округа Вестервалд. Према процјени из 2010. у општини је живјело 438 становника. Посједује регионалну шифру (AGS) 7143238.

## Географски и демографски подаци
Хергенрот се налази у савезној држави Рајна-Палатинат у округу Вестервалд. Општина се налази на надморској висини од 394 метра. Површина општине износи 1,9 km². У самом мјесту је, према процјени из 2010. године, живјело 438 становника. Просјечна густина становништва износи 232 становника/km².

## Међународна сарадња
| Мјесто  | Држава               | Врста сарадње | Од    |
| ------- | -------------------- | ------------- | ----- |
| Овентри | Уједињено Краљевство | партнерство   | 1985. |
|         | Француска            | партнерство   | 1986. |
| Извор   |                      |               |       |